# Arthur Linka

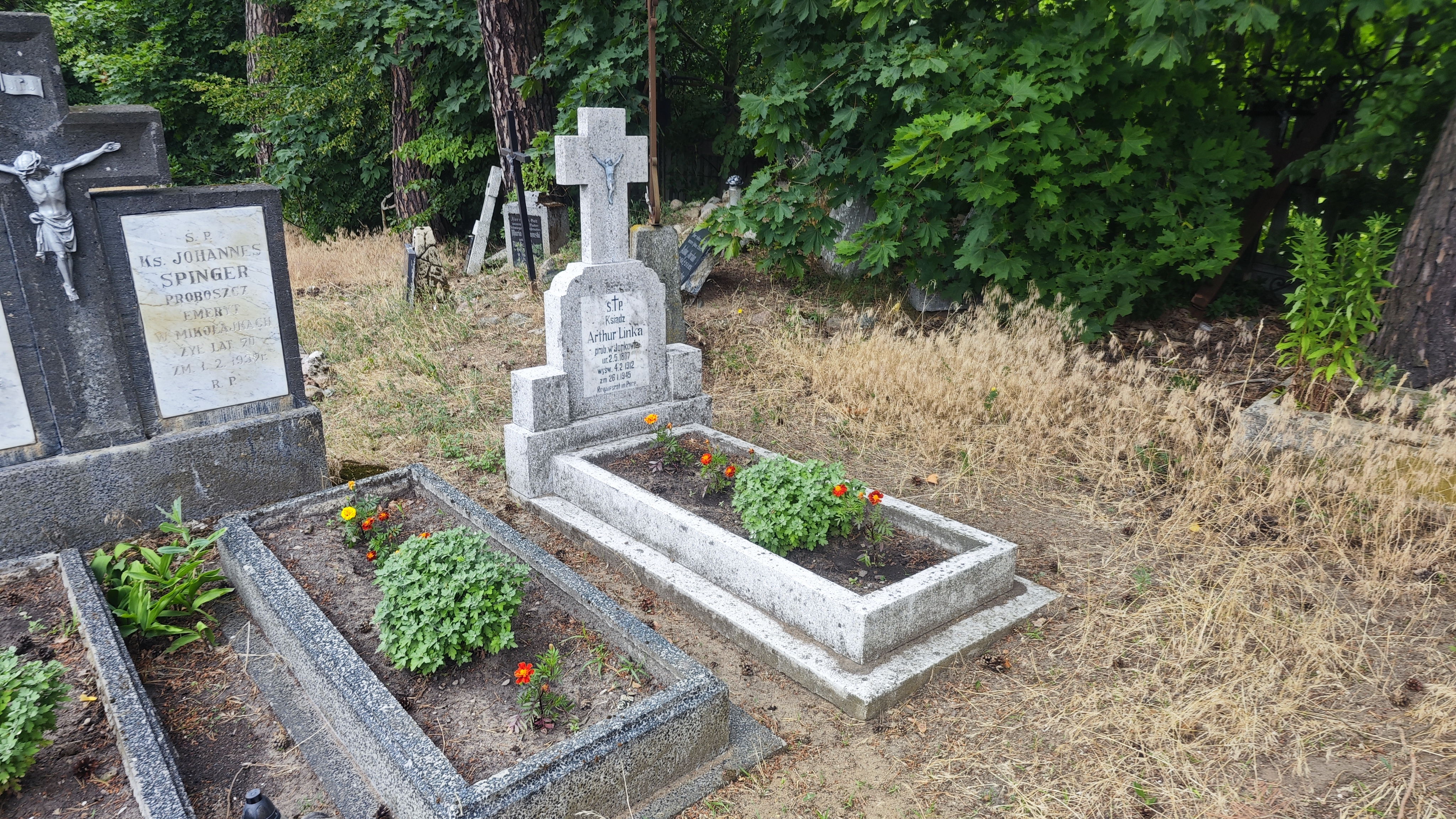
Der Grabstein in Jonkendorf

Arthur Linka (* 2. Mai 1887 in Allenstein; † 26. Januar 1945 in Jonkendorf) war ein deutscher römisch-katholischer Geistlicher und Märtyrer.

## Leben
Arthur Linka studierte Theologie am Lyceum Hosianum in Braunsberg und wurde am 4. Februar 1912 in Frauenburg zum Priester geweiht. Die Stationen seines Wirkens waren: Kaplan in Kalwa (Stary Targ)/Kalwe (Kreis Stuhm), ab 1915 in Altmark in Westpreußen, Sanitäter im Ersten Weltkrieg, ab 1919 Kaplan in Bischofsburg und ab 1929 Pfarrer in Jonkendorf (nordwestlich Allenstein). Ab dem 21. Januar 1945 wurde seine Pfarrei von der Roten Armee besetzt. Am 26. Januar 1945 wurde er von einem russischen Offizier erschossen. Er war 57 Jahre alt.

## Gedenken
Die Römisch-katholische Kirche in Deutschland hat Arthur Linka als Märtyrer aus der Zeit des Nationalsozialismus in das deutsche Martyrologium des 20. Jahrhunderts aufgenommen. Sein Grabstein befindet sich auf dem Friedhof in Jonkendorf.